# آن لزلی
آن لزلی (انگلیسی: Ann Leslie؛  ۲۸ ژانویهٔ ۱۹۴۱ - ۲۵ ژوئن ۲۰۲۳) روزنامه‌نگار اهل پاکستان بود.
وی همچنین برندهٔ جوایزی همچون ۱۰۰ زن بی‌بی‌سی شده‌است.